# Frederic II de Baden
Frederic II de Baden (Karlsruhe 1857 - Badenweiler 1928) fou l'últim gran duc sobirà de Baden regnant des de 1907 i fins al 1918.
Fill del gran duc Frederic I de Baden i de la princesa Lluïsa de Prússia, era net del gran duc Leopold I de Baden i de la princesa Sofia de Suècia per part de pare, mentre que per part de mare ho era del kàiser Guillem I de Prússia i de la duquessa Augusta de Saxònia-Weimar-Eisenach.

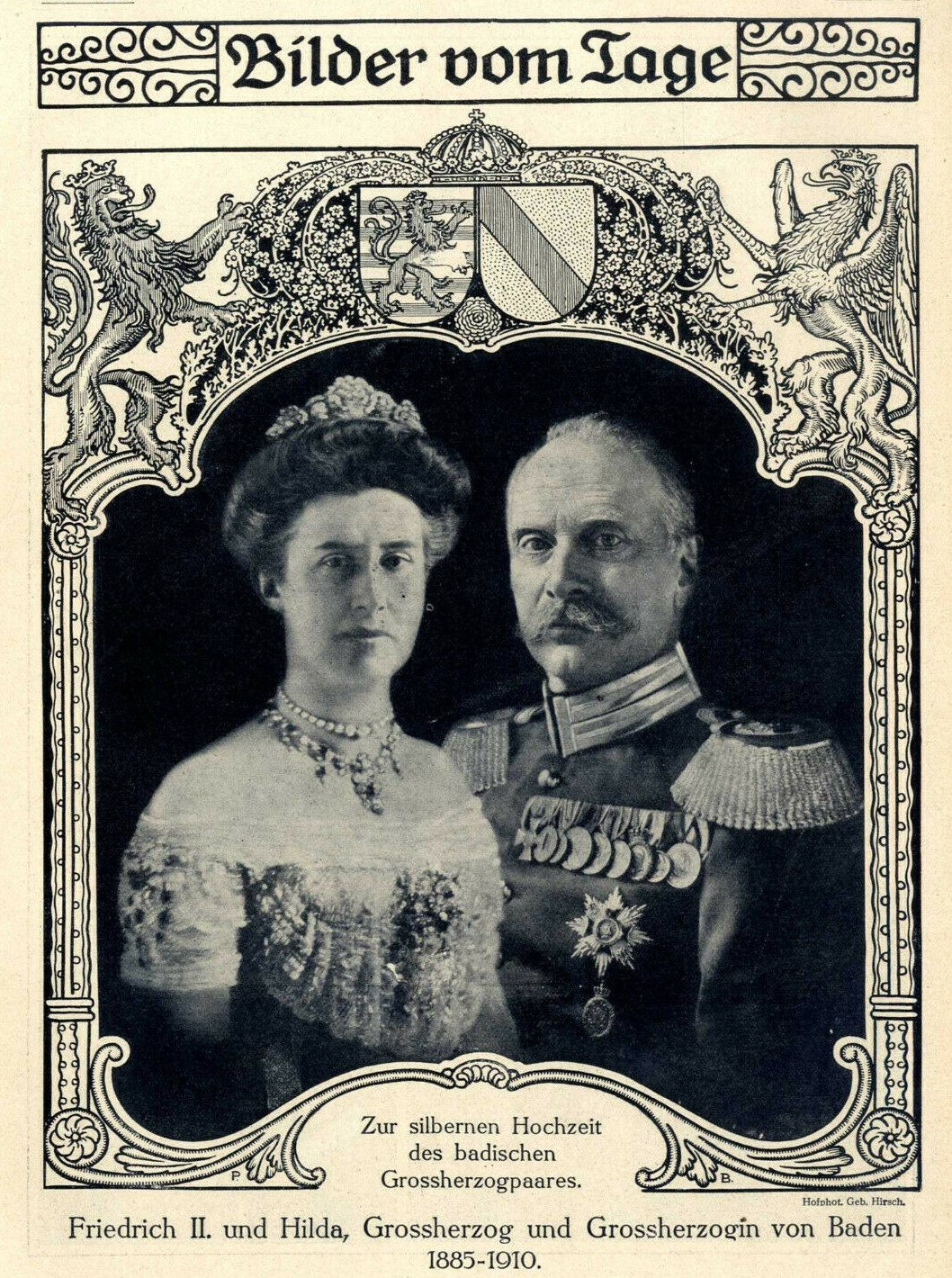
El gran duc Frederic II de Baden i la princesa Hilda de Luxemburg

Casat en primeres núpcies amb la princesa Hilda de Luxemburg, filla del gran duc Adolf I de Luxemburg i de la princesa Adelaida d'Anhalt, la parella no tingué fills. A la mort del gran duc fou el fill d'un seu cosi, el príncep Maximilià de Baden qui heretà els drets dinàstics sobre el gran ducat.
Educat a la prestigiosa Universitat de Heidelberg va pertànyer al Cos de Suàbia, una corporació d'estudiants de la citada universitat.
Amb la caiguda de l'Imperi alemany, després de l'abdicació del kàiser Guillem II de Prússia, en part propiciada pel seu successor, el príncep Maximilià de Baden, el gran duc es dedicà a l'administració de l'increïble patrimoni familiar, entre el qual hom podia trobari el cèlebre Palau reial de Karlsruhe i el castell de Salem entre d'altres a més a més de nombroses i extenses propietats forestals de la família.
El gran duc morí l'any 1928 i la seva esposa li sobrevisqué fins a l'any 1952.